# Anna Girò
Anna Girò (geb. um 1710 in Mantua; gest. nach 1748), auch bekannt als Anna Giraud, La Mantovana, geboren als Anna Maddalena Tessieri war eine französisch-italienische Opernsängerin (Mezzosopran). Bekanntheit erlangte sie für ihre Zusammenarbeit mit dem Komponisten Antonio Vivaldi, der für sie mehrere Opernrollen schrieb.

## Leben
Anna wurde in Mantua als die jüngste Tochter des französischen Friseurs und Perückenherstellers Pietro Giraud und dessen Ehefrau Bartholomea Tessieri geboren. Beide Ehepartner hatten bereits Kinder aus ihren früheren Ehen.
Um 1720 begann Anna Girò am Ospedale della Pietà in Venedig, bei Vivaldi zu studieren. Sie debütierte im Herbst 1723 in Treviso und 1724 in Venedig in Laodice von Tomaso Albinoni. Sie sang für Vivaldi und entwickelte sich zu dessen treuester Interpretin. Beginnend mit ihrem Auftritt in seiner Oper Dorilla in Tempe, die am 9. November 1726 ihre Uraufführung im venezianischen Teatro Sant’Angelo hatte, blieb sie Vivaldis musikalischem Schaffen treu. Sie trat auch in der Rolle der Mitrena in Vivaldis Oper Motezuma auf, die am 14. November 1733 im gleichen Theater in Venedig ihre Uraufführung hatte. Am 27. Januar 1738 wurde als dritte Oper der Karnevalsaison die Oper Rosmira des Teatro Sant’Angelo in Venedig uraufgeführt. Die Titelrolle sang ebenfalls wieder Anna Girò.

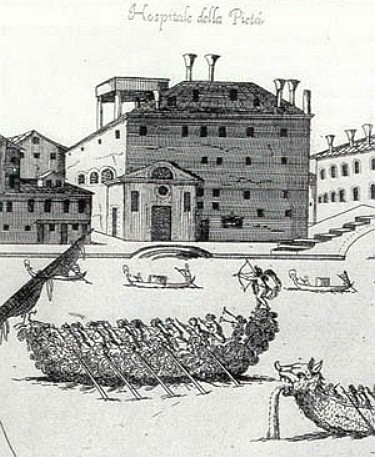
Das Ospedale della Pietà in Venedig. Wirkungsstätte von Antonio Vivaldi

Anna Girò war mit Antonio Vivaldi seit Beginn ihrer Bekanntschaft bis zu dessen Tod im Jahre 1741 künstlerisch, jedoch auch menschlich auf das Engste verbunden. Vivaldi schätzte ihren Gesang und ihr schauspielerisches Können hoch ein und schrieb für sie zahlreiche Arien. Nahezu 20 Jahre begleitete sie Vivaldi auf dessen Reisen in zahlreiche oberitalienische Städte und nach Prag. Auch auf seiner letzten Reise, die ihn nach Wien führte, war Anna Girò (gemeinsam mit ihrer Schwester) dabei.  
Sowohl Vivaldis Zeitgenossen als auch zeitgenössische Musikforschende haben über die Art der Beziehung zwischen Vivaldi und Girò spekuliert. Es gibt jedoch keine Beweise, die auf etwas anderes als Freundschaft und professionelle Zusammenarbeit hinweisen. Tatsächlich bestritt Vivaldi in einem Brief an seinen Gönner Bentivoglio vom 16. November 1737 jede romantische Beziehung zu Girò.
Girò erhielt im Laufe ihrer Karriere bei Dutzenden Auftritten die Hauptrolle. Sie setzte ihre erfolgreiche Karriere bis 1748 fort, als sie nach ihrem Auftreten während des Karnevals in Piacenza den verwitweten Graf Antonio Maria Zanardi Landi am  20. Juli 1748 in Venedig heiratete. Die Eheschließung wurde geheim gehalten. Nach der Heirat beendete sie vermutlich ihre Karriere und zog sich als Sängerin zurück. Über ihr weiteres Leben sowie den Zeitpunkt und Ort ihres Todes gibt es keine Erkenntnisse.